# Fosse (Pirenéus Orientais)
Fosse (em catalão:  Fossa) é uma comuna francesa na região administrativa da Occitânia, no departamento dos Pirenéus Orientais. Estende-se por uma área de 4.43 km², com 41 habitantes, segundo o censo de 2018, com uma densidade de 9.3 hab/km².